# Перкінс (округ, Південна Дакота)
Шаблон:StateAbbr_ 45°30′ пн. ш. 102°29′ зх. д. / 45.5° пн. ш. 102.48° зх. д.
Округ  Перкінс (англ. Perkins County) — округ (графство) у штаті  Південна Дакота, США. Ідентифікатор округу 46105.

## Історія
Округ утворений 1909 року.

## Демографія
За даними перепису 2000 року загальне населення округу становило 3363 осіб, усе сільське. Серед мешканців округу чоловіків було 1650, а жінок — 1713. В окрузі було 1429 домогосподарств, 937 родин, які мешкали в 1854 будинках. Середній розмір родини становив 2,93.
Віковий розподіл населення поданий у таблиці:
| Стать    | До 15 років | 15-21 | 22-29 | 30-39 | 40-49 | 50-65 | 65-85 | Понад 85 |
| -------- | ----------- | ----- | ----- | ----- | ----- | ----- | ----- | -------- |
| Чоловіки | 302         | 162   | 109   | 180   | 271   | 275   | 299   | 52       |
| Жінки    | 341         | 128   | 85    | 203   | 253   | 258   | 378   | 67       |

## Суміжні округи
- Адамс, Північна Дакота — північ
- Корсон — схід
- Зібек — південний схід
- Мід — південь
- Б'ютт — південний захід
- Гардінґ — захід

## Виноски
1. ↑  US Decennial Census. US Census Bureau. Архів оригіналу за 2 серпня 2018. Процитовано 28 березня 2015.
2. ↑  Historical Census Browser. University of Virginia Library. Архів оригіналу за 11 серпня 2012. Процитовано 28 березня 2015.
3. ↑  Forstall, Richard L., ред. (27 березня 1995). Population of Counties by Decennial Census: 1900 to 1990. US Census Bureau. Архів оригіналу за 28 грудня 2008. Процитовано 28 березня 2015.
4. ↑  Census 2000 PHC-T-4. Ranking Tables for Counties: 1990 and 2000 (PDF). US Census Bureau. 2 квітня 2001. Архів оригіналу (PDF) за 18 грудня 2014. Процитовано 28 березня 2015.
5. ↑  State & County QuickFacts. Бюро перепису населення США. Архів оригіналу за 7 червня 2011. Процитовано 28 листопада 2013.(англ.) Наведено за англійською вікіпедією.
6. ↑  American FactFinder. Бюро перепису населення США. Архів оригіналу за 26 лютого 2012. Процитовано 31 січня 2008.

| США | Це незавершена стаття з географії США. Ви можете допомогти проєкту, виправивши або дописавши її. |